# Farit Fatkulin
Farit Muchamietzianowicz Fatkulin (ros. Фарит Мухаметзянович Фаткулин, ur. 4 marca?/17 marca 1914 w Kazaniu, zm. 27 lipca 1942 w rejonie Stalingradu) – radziecki lotnik wojskowy, major, Bohater Związku Radzieckiego (1941).

## Życiorys
Urodził się w tatarskiej rodzinie. Skończył szkołę uniwersytetu fabryczno-zawodowego, później pracował w fabryce, od 1932 służył w Armii Czerwonej, w 1934 ukończył wojskową szkołę lotniczą w Stalingradzie. Od 1938 należał do WKP(b), 1939-1940 uczestniczył w wojnie z Finlandią, za co został odznaczony Orderem Czerwonej Gwiazdy. Od czerwca 1941 brał udział w wojnie z Niemcami, był dowódcą eskadry przy dowództwie 44 Dywizji Lotnictwa Myśliwskiego 6 Armii Frontu Południowo-Zachodniego, do października 1941 wykonał 42 loty bojowe, szturmując wojska przeciwnika; na lotniskach zniszczył 17 samolotów wroga. Latem 1942 w walkach pod Stalingradem zestrzelił dwa samoloty wroga. 27 lipca 1942 w walce powietrznej zniszczył 3 samoloty wroga, po czym zginął. Jego imieniem nazwano ulicę w Kazaniu.

## Odznaczenia
- Złota Gwiazda Bohatera Związku Radzieckiego (20 listopada 1941)
- Order Lenina
- Order Czerwonej Gwiazdy